# 使徒継承
使徒継承（しとけいしょう、英: apostolic succession）は、キリスト教においてイエス・キリストの直弟子である十二使徒に直接に連なりその教えを継承するという信念をいう。使徒継承であることを使徒継承性という。日本語の慣行としては、使徒継承の語自体は主にカトリック教会の用語として使われ、正教会では用いられない。正教会ではたんに「使徒の」ということを好む（例：「使徒の教会」）。カトリック教会でも、使徒継承の語は、通常は「使徒的」（しとてき）と訳されるラテン語: apostolicus（古代ギリシア語: αποστολική（apostolike）に由来）の訳語として使われることもある。　

## 総説
使徒継承は教えの正統性に関わる概念であるが、制度的には、キリスト教教会の聖職者の地位の正統性をめぐる概念である。　
使徒継承教会と広く認められるのは、カトリック教会、正教会および東方諸教会（非カルケドン派正教会とネストリウス派の流れを汲む教会の総称）である。カトリック教会と正教会において、使徒継承は文字通り、イエスの直弟子である使徒の教えの核心をそのまま現代まで伝え、いまなお保持しているという意味に解される。聖公会や、一部のルーテル教会などプロテスタントの中にも使徒継承を自認する教派があるが、他教派からは必ずしも認められていない（後述）。ほとんどのプロテスタントはそもそも使徒継承性を主張せず、また他から認められることもない（カトリックから分裂して起こったため）。
初めて使徒継承の概念を明確に主張したのは、2世紀の護教家エイレナイオスであった。エイレナイオスはグノーシス主義反駁において、使徒たちの伝えた教えをそのまま伝えていることが教義の正統性を見分ける基準であるという考え方を表明した。この考え方の聖書における根拠は、使徒言行録1章のマティアの任命などの使徒たちによる教会の種々の役職者の任命、またパウロ書簡などにみられる「直接聴いたことに従う」すなわち使徒たちからの伝承を伝える要求などに求められる。一方、こうした見解を取らない教派では、これらの間接的な根拠を退け、他教会の使徒継承性の主張そのものも聖書より伝承に依拠した解釈とみなして否定する。
使徒継承の形式的な条件は、使徒ないしその後継者から教会の職に就く者が任ぜられることにある。これを「叙階」「叙聖」などと呼ぶ。ここでは使徒にキリストが与えた権威は、後継者らによって継承されていくと信じられている。ここでいう使徒の後継者とは監督、後世の教会用語では司教・主教であって、彼らは複数人で他の司教・主教を任じ、あるいは単独で司祭や助祭・輔祭を任じることができる。その際、先任者が（頭に）「手を置くこと」（按手）によって任命がなされ、霊的な力が神から与えられると信じられている。宗教改革以前から存在する教会では、この儀式は秘跡・機密（サクラメント）の一つとされ、神の力が直接に働く神秘であると信じられている。一方、プロテスタント教会の類似の登用儀式である按手はサクラメントとして行われているわけではなく、叙階をサクラメントとみなす教会からは似て異なるものとされる。もとのカトリックの組織を保持しつつ分裂していった、したがって自派内にカトリックの司教として叙階された者がいた聖公会やルーテル教会などの使徒継承性の主張についても、これらの教派が叙階（按手）の秘跡性を否定するために、叙階の秘跡性を重んじる立場からは使徒継承性の要件を欠くとみなされる。例えばカトリックは19世紀に聖公会の使徒継承性は有効でないとする判断を公表しており、この立場は現代でも踏襲されている。
使徒継承性を主張する一部の教派を除き、プロテスタントでは、一般に「アポストリケー（古希: αποστολική）」すなわち「使徒的」という言葉を精神的な意味でのみ解し、歴史的連続性を不可分の要素とする使徒継承性の意味では解していない。むしろ積極的にそのような連続性の必要を否定することすらありえる。これは古代教会との歴史的な連続性をもたない教派にはむしろ自然な解釈といえよう。ニカイア・コンスタンティノポリス信条によれば、教会は「神聖、唯一、公同、使徒（継承）的」であり、使徒的であることは教会の不可欠な要素だからであり、しかも宗教改革直後に成立した教派は、この信条を肯定的に捉えていたからである。その時「使徒的」の意味が問い直されることは、避けがたいことであった。
自称としての使徒継承は、歴史的な連続性と教義上の連続性の双方が、したがって教会の純粋性がイエスにまで遡るという自負を言い表すものである。この語は、ニカイア・コンスタンティノポリス信条の上記引用に典型的に示されるように、キリストの弟子たちの教えをそのまま伝えているという信念の表れであり、ゆえに教会にとっての美称でもある。アルメニア使徒教会のように自派の名称に取り入れる教会があるのは、その一端である。
使徒継承教会とそこに帰属する個々の教会共同体の歴史的連続性の確かさは、個々の教会によって異なる。エルサレム教会のように、1世紀から確実に存在していた教会共同体を継承するものもあれば、インド正教会のように、極めて古い起源をもつことは確実であるが、その起源が伝承に包まれているものもある。また、公認後に教義の違いから分離したものについても、分離の時点で生じたわけではなく、そのなかにはコプト正教会のアレクサンドリア教会やシリア正教会のアンティオキア教会（ただし現在の所在地はダマスカス）のように、あまりに古いためにかえって創建の事情が定かでないものすら存在し、初代教会へまで遡りうる古い伝統が保持されていることも注目される。

## エキュメニズムと使徒継承性
最も厳密な意味での使徒継承性は、教義における連続性を保障しかつ主張するものであるが、各教派は自派と異なる教義を有する、他のいくつかの教会に対しても、使徒継承性を認める傾向がある。他の教会の使徒継承性を認めるとは、単に組織としての連続性を認めるということに留まらず、他の教派が教会としての一定の正統性をもつことを認めることでもある。したがって、エキュメニズムの流れのなかで、他教派の使徒継承性の確認も論点としてしばしば取り上げられてくるようになった。
基本的に、宗教改革以前から存在する教派同士の間では、その使徒継承性は争われない。例えば正教会や東方諸教会が、ローマ教皇が正統なローマ総主教であることを否定する、ということは起こらない。ことに伝統的な管轄地が重ならなかったカトリック教会と正教会の間では、互いが使徒継承教会であるという認識は、他の対立にもかかわらず、常に維持されてきた。いったいに、非プロテスタント教会は、歴史的起源を同じくするため、細部においては解釈が異なるものの案外に多くの教義と伝統を共有している。さらに20世紀以降、「教会は本来ひとつである」という理解、現在の分裂状態をむしろ異常とする共通の理解のもとに、それぞれの間で相互理解が模索されつつある。とはいえ、1600年間に開いた差異も大きく、その道のりは必ずしも平坦ではない。したがって、互いに使徒継承性を認めるといっても、他教派の聖職者が自教派の信者にサクラメント（秘跡・機密）を与えることや、またその逆は、一部の例外を除き禁止されている。さらに各教会の相互評価も非対称であり、たとえば1960年代以降、カトリック教会は自派が使徒継承教会と認める東方教会の信者に、制約付ではあるが聖体拝領を許し、またそのような教会とのミサの共同司式を一定の条件化に容認するが、対象とされている東方教会では、フィリオクェ問題やローマ司教（教皇）の首位性など教義理解の違いを重大とみなし、カトリックでの聖体拝領を信者に禁止するといった現象が生じている。
カトリック教会から分岐した聖公会は、カンタベリー大主教を通じた自派の使徒継承性を主張しているが、他派からの判断は分かれている。カトリック教会は1896年、レオ13世が教皇書簡「アポストリチェ・クーレ」を発布し、エリザベス時代のカタンベリー大主教、マシュー・パーカーの主教按手の際に用いられたエドワード按手式文に欠陥があるとして、以降の聖公会の聖職位の有効性を否認した。カトリック教会は現在もこの立場を取っている。
2000年の教理省宣言「ドミヌス・イエズス」では、東方教会の使徒継承性を再確認するとともに、宗教改革で分かれた教会は叙階の秘跡を欠くとし、その聖職制度がカトリックの視点からは有効でないとする立場を示している。また、2007年には「教会論のいくつかの側面に関する問いに対する回答」という教皇庁教理省の文書を発表し、その中で「使徒継承のある東方教会（正教会など）は『部分教会すなわち地方教会』ではあるが、ローマ司教であるローマ教皇との交わりにないために部分教会としての条件の一部を欠いており、さらに16世紀の宗教改革から生まれたキリスト教共同体（プロテスタント）は、使徒継承による司祭職の秘跡を欠くため、（カトリックの教えによれば、）固有の意味で『教会』と呼ぶことはできない」との見解を示し、プロテスタント教会などキリスト教の他の教派から批判された。
一方、正教会では、1923年にコンスタンティノープル総主教庁が聖公会の使徒継承性を認め、その聖職位を承認したが、すべての正教会がこの決定に追随したわけではない。また、この承認は同時に限定的なものであって、聖公会の聖職者が正教会に改宗（帰正）した場合は、聖職者としてではなく、平信徒として扱われ、神品機密を受けることが必要とされる。これは主に聖公会での聖職按手が正教会の神品機密とは同等と認められないことに拠っている。
第1バチカン公会議後にカトリック教会（ローマ・カトリック教会）から分かれ、自身をローマ教皇庁の首位権に服さないカトリック教会とする復古カトリック教会も使徒継承性を主張する。復古カトリック教会と聖公会とは20世紀初頭からフル・コミュニオンの関係にあり、ローマ・カトリック教会とは独立ながら普遍的（カトリック）的な信仰を保持するとの自己認識をもっている。プロテスタントの中では、スカンディナヴィアを中心とする一部のルーテル教会も使徒継承性を主張する。これらの教会は、1994年、ブリテン諸島の聖公会とともにポルヴォー共同声明に調印し、各参加教会の使徒継承性を認めるとともに、完全相互陪餐を行うコミュニオンを結成した。のちにスペインおよびポルトガルのアングリカン・コミュニオン加盟教会も、このコミュニオンに加わった。

## 使徒継承性を主張する教会の一覧

### 広く使徒継承教会とみなされる主な教派
- 正教会
- カトリック教会
  - 東方典礼カトリック教会[注 2]
- 東方諸教会
  - 非カルケドン派正教会（合性論教会[注 3]）
    - アルメニア使徒教会
    - コプト正教会
      - エチオピア正教会
        - エリトリア正教会（英語版）

    - シリア正教会
      - インド正教会[注 4]

  - ネストリウス派
    - アッシリア東方教会
    - トマス派

### 使徒継承を自称するが、必ずしも他派から認められない教派
- 聖公会（アングリカン・コミュニオン）
- 復古カトリック教会
- ルーテル教会[注 5]のうちポルヴォー・コミュニオンに加盟する
  - アイスランド国教会（アイスランド福音ルター派教会）
  - ノルウェー国教会
  - スウェーデン教会（旧スウェーデン国教会）
  - フィンランド福音ルター派教会
  - エストニア福音ルター派福音教会
  - リトアニア福音ルター派教会
  - デンマーク国教会
- メソジストの一部

### 独自の使徒継承性（系図）を主張する教派

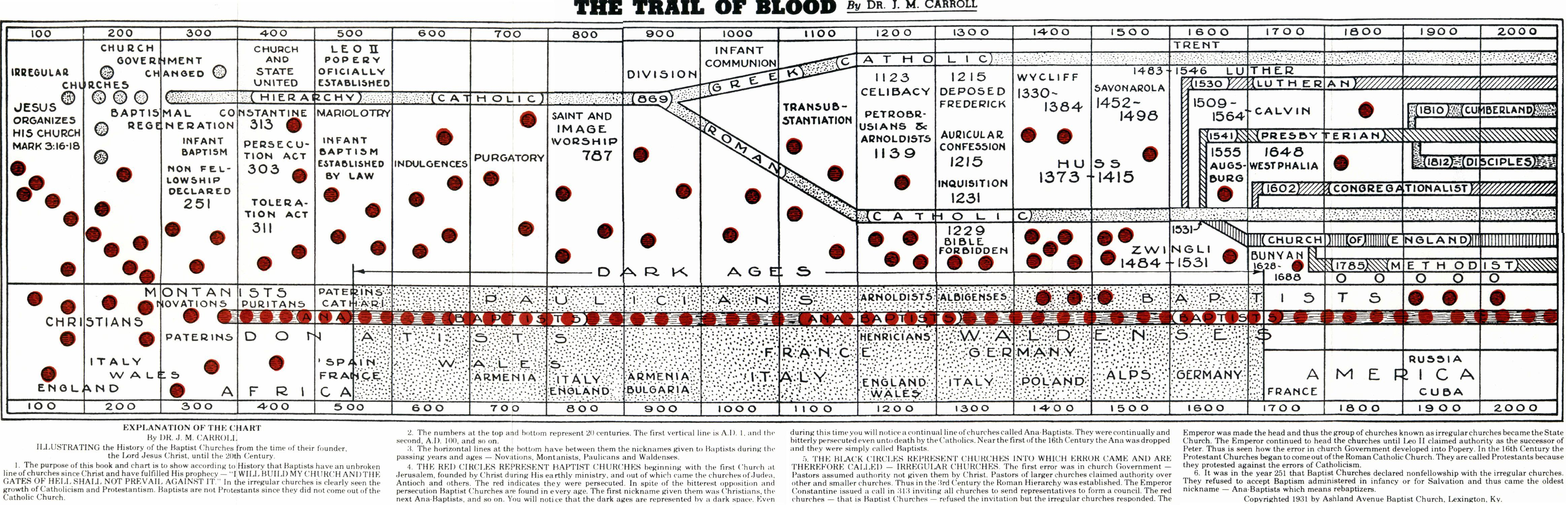
ランドマーク派の主張する使徒継承の歴史チャート図；上がカトリックと東方正教会、下の赤い系図がランドマーク派およびバプテスト教会

- アナバプテスト（再洗礼派）
- ランドマーク派に分類されるバプテスト教会